# Bror Chail
Bror Chajil (hebräisch בְּרוֹר חַיִל Brōr Chajil) ist ein Kibbuz im Süden von Israel. Er  liegt in der Nähe von Sderot. Der westliche Nachbarkibbuz Or HaNer hat mit Bror Chajil eine gemeinsame Bushaltestelle an der Straße von Beʾer Scheva nach Aschqelon. Der Kibbuz hatte 2018 986 Einwohner.

## Geschichte
Bror Chajil wurde am 10. April 1948 auf Land des Jüdischen Nationalfonds von ägyptischen Juden gegründet. Zu den Gründern gehörte auch Elijahu Mojal, der später Mitglied der Knesset war. Später kamen vor allem Juden aus Brasilien nach Bror Chajil, deren Nachfahren heute noch den größten Teil der Einwohner stellen. Bror Chajil war das einzige jüdische Dorf, das zwischen Verabschiedung des UN-Teilungsplans für Palästina im November 1947 und der Erklärung der Unabhängigkeit Israels im Mai 1948 gegründet wurde. Seit 2007 zählt Bror Chajil zum so genannten Gaza Envelope, dem Grenzgebiet entlang der Grünen Linie mit zahlreichen Einschlägen aus dem Gazastreifen, das Israels besonderer steuerlicher Förderung unterliegt.

## Galerie

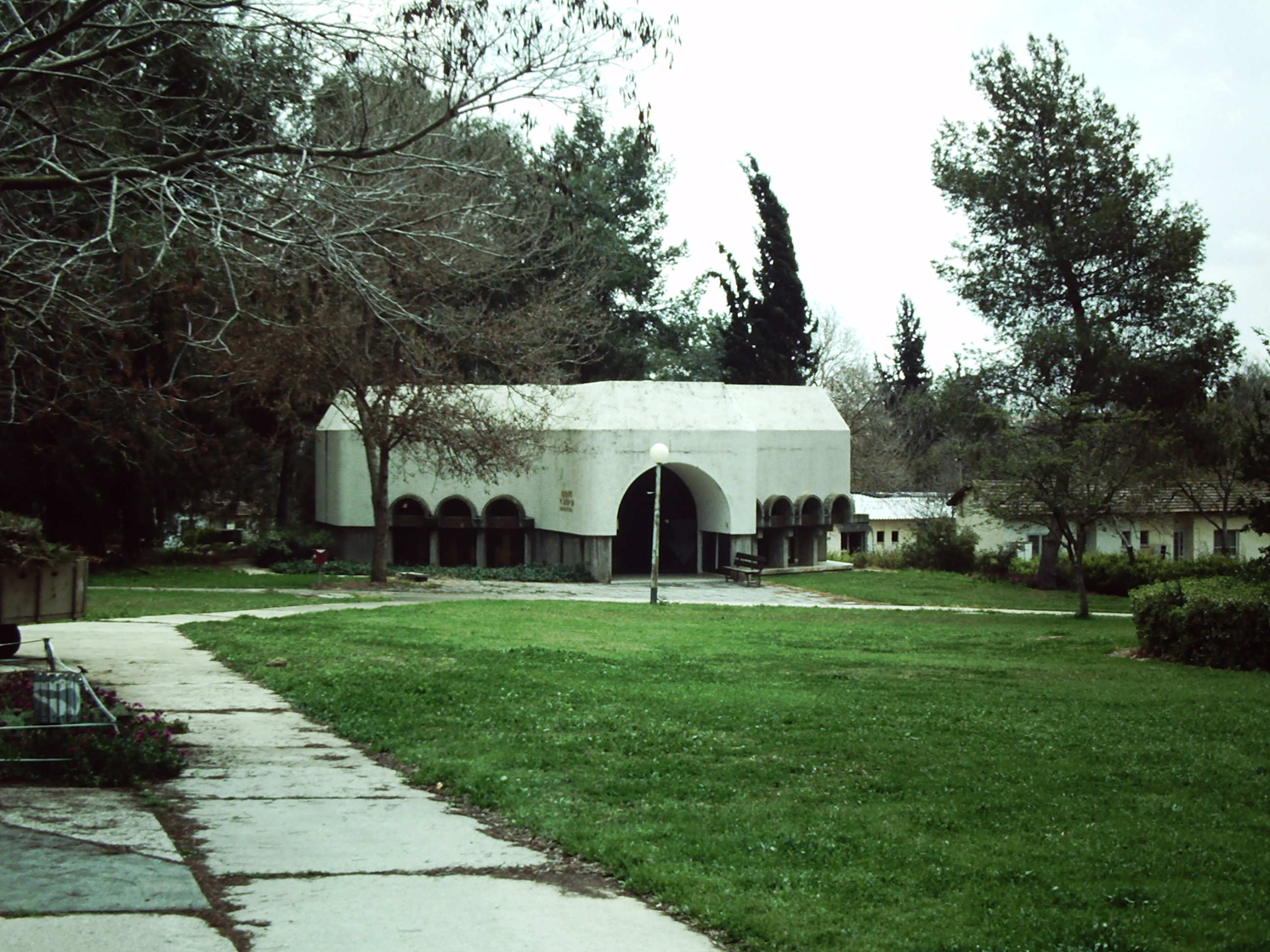
Synagoge
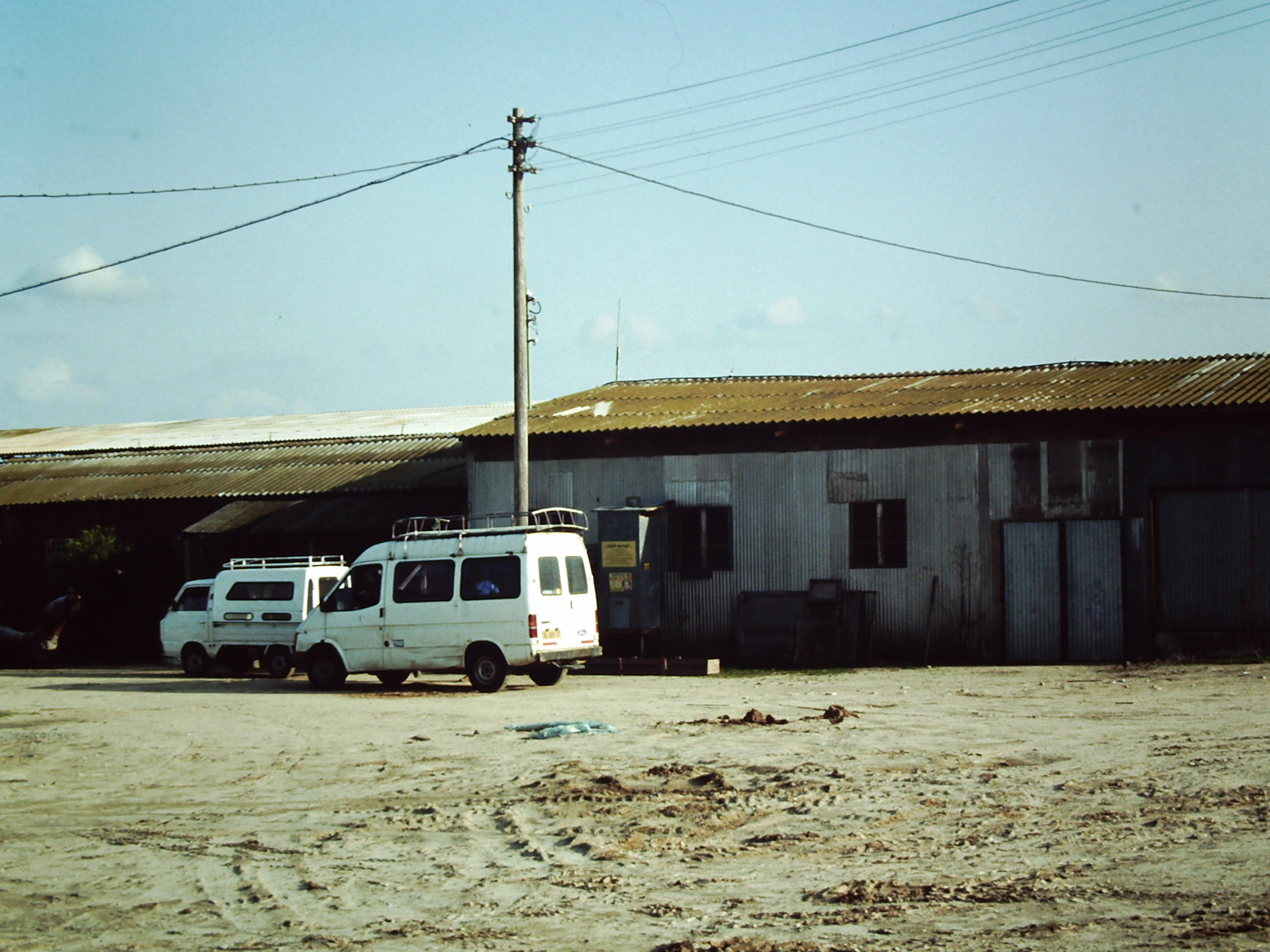
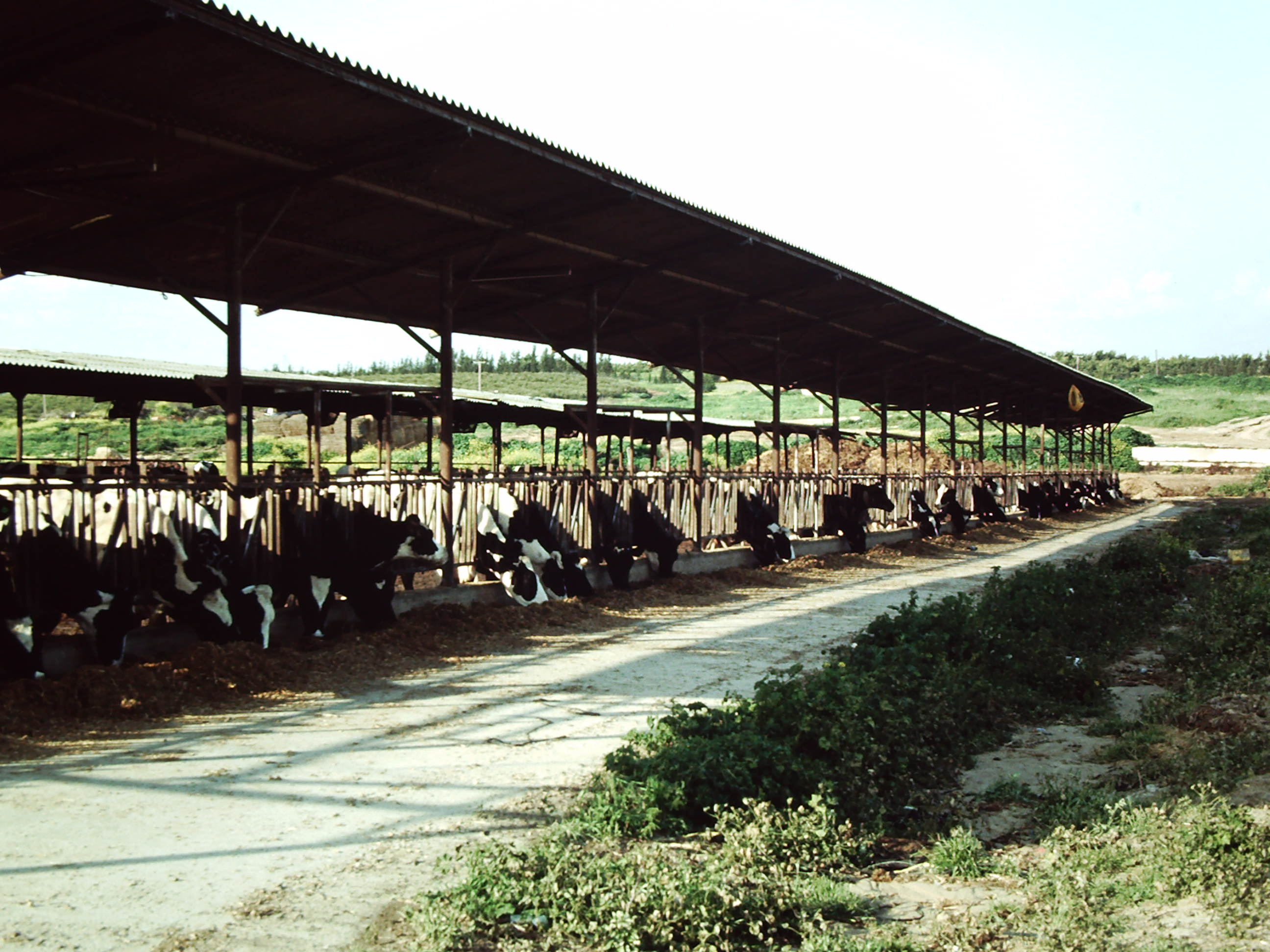
Kuhstall
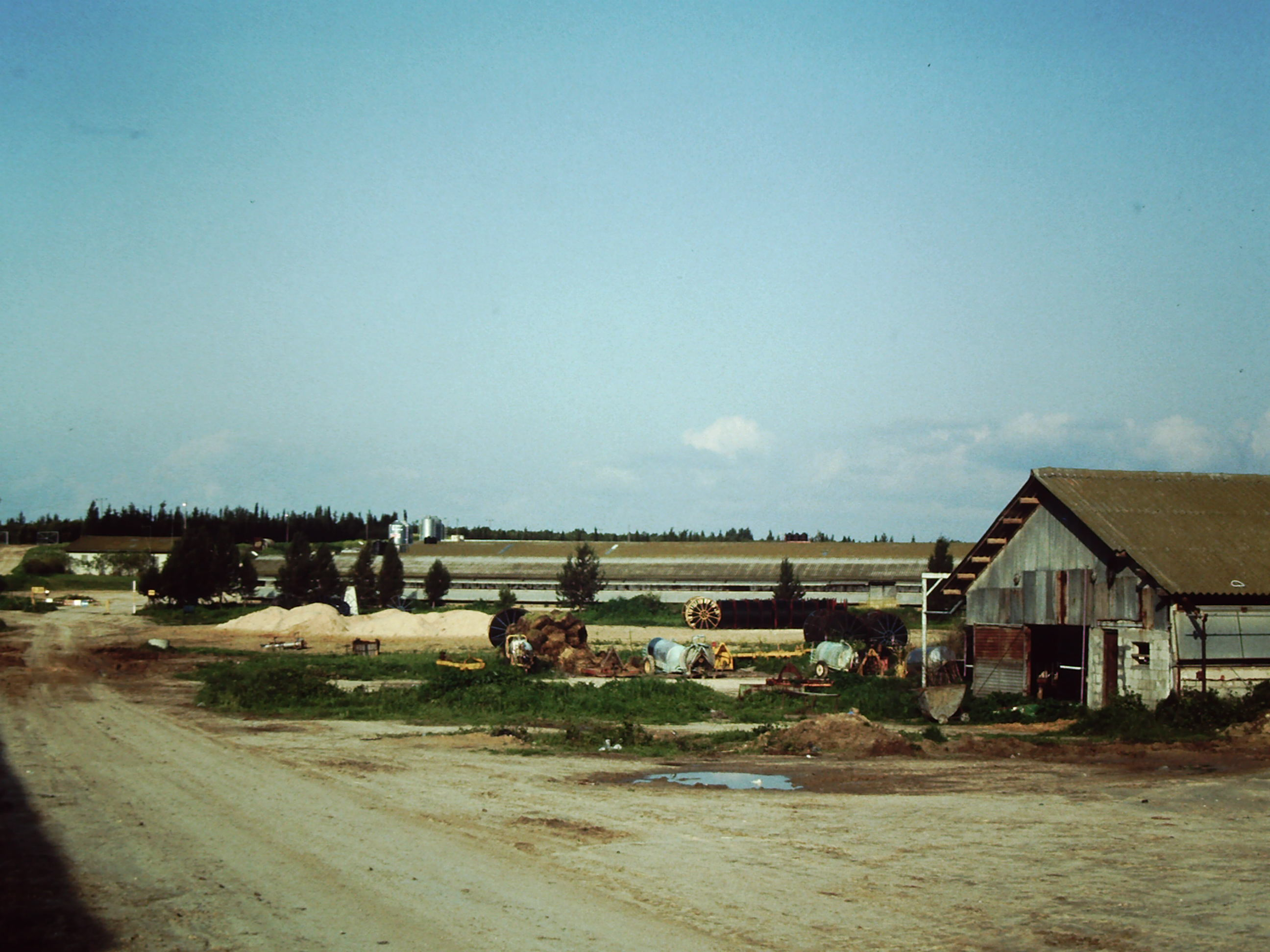